# آدم بيدل
آدم بيدل (بالإنجليزية: Adam Biddle)‏ هو لاعب كرة قدم أسترالي، ولد في 27 يوليو 1988 في سيدني في أستراليا. لعب مع سيدني إف سي ونادي بلاكتاون سيتي ونادي سيدني أوليمبيك.

## وصلات خارجية
- آدم بيدل على موقع قاعدة بيانات كرة القدم.إي يو (الإنجليزية)